# 卡塔琳娜·奥特
卡塔琳娜·奥特（德語：Katharina Otte，1987年5月29日—），德国女子曲棍球运动员。她曾代表德国参加2012年和2016年夏季奥林匹克运动会曲棍球比赛，其中2016年奥运会获得一枚铜牌。